# Hartmut Becker (Schauspieler)

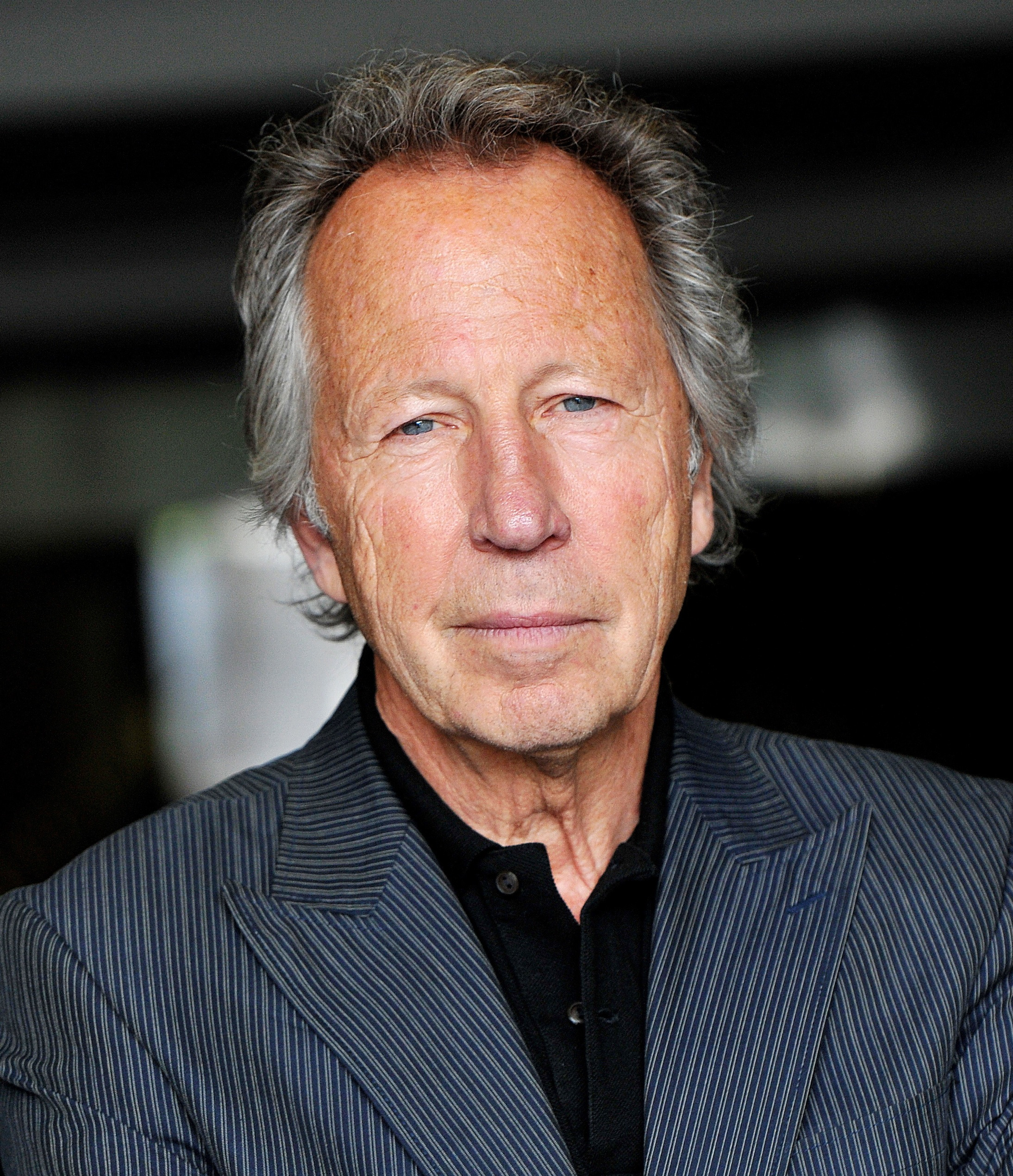
Hartmut Becker, 2012

Hartmut Becker (* 6. Mai 1938 in Berlin; † 22. Januar 2022 ebenda) war ein deutscher Schauspieler. Seinen Durchbruch hatte er 1970 mit seiner Rolle des Soldaten Ralph Clarke in Michael Verhoevens Vietnamkriegsdrama o.k. Seit 1968 verkörperte Hartmut Becker in mehr als 100 deutschen und internationalen Fernsehfilmen wesentliche Rollen.

## Leben

### Studium und Wirken am Theater
Nach dem Abitur studierte Hartmut Becker an der FU Berlin Theaterwissenschaft, Germanistik und Philosophie. Bei Else Bongers in Berlin absolvierte er ein Schauspielstudium, bevor er in sein erstes Theaterengagement ging.
Stücktragende Rollen spielte Becker nach Engagements in München, Wien und anderen deutschsprachigen Theatern, dann an Berliner Bühnen wie dem Schillertheater und dem Renaissance-Theater (Berlin). Von 2007 bis 2012 war Becker Vorstandsmitglied der Deutschen Filmakademie.
Auch als Drehbuchautor und Dramatiker trat Becker in Erscheinung. Für seine Kinovorhaben Du schaffst es, Süße, Outlaws und Webers Nacht bekam er Produktions- bzw. Drehbuchförderung. Seine Theaterstücke Die Nacht der Amazonen und Bizone erschienen im Theaterverlag Desch.

### Film und Fernsehen
Sein Kinodebüt gab Becker mit der Rolle des Soldaten Ralph Clark in Michael Verhoevens Film o.K., der als offizieller deutscher Beitrag bei den Internationalen Filmfestspielen 1970 in Berlin für erhebliches Aufsehen sorgte. Auch im darauffolgenden Jahr war Becker mit seinem zweiten Kinofilm Wer im Glashaus liebt … Der Graben (ebenfalls von Michael Verhoeven und mit Senta Berger) bei den Filmfestspielen vertreten. Seitdem gehörte er zu den gefragten Schauspielern im Film- und Fernsehbereich und an deutschsprachigen Theatern. Weitere Kinofilme folgten: Als Mutter streikte, Die Brücke von Arnheim, Sonntagskinder von Michael Verhoeven, Marie Ward – Zwischen Galgen und Glorie von Angelika Weber, Il decimo clandestino von Lina Wertmüller, Gavre Princip – Himmel unter Steinen von Peter Patzak, Die Unvergessenen von Henner Schulte-Holtey und David Dietl, Montag kommen die Fenster von Ulrich Köhler, Verfehlung von Gerd Schneider, Liebesfilm von Robert Bohrer und Emma Rosa Simon (Münchner Filmfest 2018). 
Im Fernsehen wurde er gerne für TV-Reihen besetzt. In der Krimireihe Rosa Roth spielte er wiederholt die Rolle des Roger Wienandt, so 1997 in der Folge Die Stimme und 2006 In guten Händen. Weiterhin spielte er 2005 im „Traumschiff“ in der Folge Burma/Myanmar den Passagier Hans Berger. 2019 stand er letztmals für zwei Folgen der Lindenstraße als Professor Rudolf Tenge-Wegemann vor der Kamera.
Als Synchronsprecher lieh Becker häufig dem US-amerikanischen Sänger und Schauspieler Kris Kristofferson seine Stimme.

### Privates
Hartmut Becker lebte in Berlin. Im Januar 2022 verstarb er im Alter von 83 Jahren in Berlin-Spandau an den Folgen einer Krebserkrankung.

## Filmografie (Auswahl)
- 1968: Staatsexamen (Fernsehfilm), Regie: Helmuth Matiasek
- 1969: Der Hausfreund (Fernsehfilm), Regie: Helmuth Matiasek
- 1970: o.k., Regie: Michael Verhoeven – Internationale Filmfestspiele Berlin 1970
- 1971: Wer im Glashaus liebt … Der Graben, Regie: Michael Verhoeven – Internationale Filmfestspiele Berlin 1971
- 1971: Der Kommissar – Der Moormörder (Fernsehserie, Folge 29), Regie: Wolfgang Becker
- 1974: Als Mutter streikte, Regie: Eberhard Schröder
- 1974: Motiv Liebe – Die ewige Ungewissheit (Fernsehserie, Folge 12), Regie: Roger Fritz
- 1975: Derrick – Mitternachtsbus (Fernsehserie, Folge 4), Regie: Theodor Grädler
- 1975: MitGift, Regie: Michael Verhoeven
- 1976: Die Brücke von Arnheim (A Bridge Too Far), Regie: Richard Attenborough
- 1976: Audienz (Fernsehfilm), Regie: Frank Guthke
- 1977: Bier und Spiele (Fernsehserie, 1 Folge)
- 1978: Derrick – Stein’s Tochter (Fernsehserie, Folge 44), Regie: Wolfgang Becker
- 1978: 1982: Gutenbach (Fernsehfilm), Regie: Michael Verhoeven
- 1978: Jauche und Levkojen – Fernseh-Mehrteiler
- 1980: Heavy Metal, Stimme von Harry Canyon
- 1980: Forgive Our Foolish Ways (Fernsehfilm), Regie: Christopher King
- 1980: Sonntagskinder, Regie: Michael Verhoeven
- 1980: Nirgendwo ist Poenichen – Fernseh-Mehrteiler
- 1981: Der lebende Leichnam (Fernsehfilm), Regie: Otto Schenk
- 1982: Der Glücksritter (Fernsehfilm), Regie: Hans Joachim Tögel
- 1982: Tatort: Trimmel und Isolde, Regie: Peter Weck
- 1983: Die zweite Frau (Fernsehfilm)
- 1984: Jenny’s War (Fernsehfilm), Regie: Stephen Gethers
- 1984: Die Krimistunde (Fernsehserie, Folge 11, Episode Ruth’s Problem)
- 1985: Marie Ward – Zwischen Galgen und Glorie
- 1987: Flucht aus Sobibor (Escape from Sobibor) (Fernsehfilm), Regie: Jack Gold
- 1988: A Quiet Conspiracy (Fernsehfilm), Regie: John Gorrie
- 1988: Liebling Kreuzberg (Fernsehserie, Folge Das eigene Geld)
- 1988: Heimlich, still und leise (Il decimo clandestino), Regie: Lina Wertmüller – Cannes Festival 1989
- 1989: Gavre Princip – Himmel unter Steinen, Regie: Peter Patzak
- 1989: Jack Clementi – Anruf genügt: Der Tod fährt Achterbahn (Il professore – Polizza inferno) (Fernsehfilm), Regie: Stefano Vanzina
- 1989: The Free Frenchman (Fernsehfilm), Regie: Jim Goddard
- 1989: Ein Heim für Tiere (Fernsehserie, eine Folge)
- 1989: Triumph of the Spirit, Regie: Robert M. Young
- 1990: Sankt Petri-Schnee (Fernsehfilm), Regie: Peter Patzak
- 1990: Young Catherine (Fernsehfilm), Regie: Michael Anderson
- 1990: Der Fahnder – Comeback (Fernsehserie), Regie: Werner Masten
- 1991: Requiem per voce e pianoforte (Fernsehfilm), Regie: Tomaso Sherman
- 1992: Air Albatros (Fernsehfilm), Regie: E. Itzenplitz / Hans Liechti
- 1993: Der König – Die Sünden der Väter (Fernsehserie), Regie: Rainer Wolffhardt
- 1995: Zwei Brüder – Die lange Nacht (Fernsehreihe), Regie: Michael Braun
- 1995: Glückliche Reise – Phuket (Fernsehreihe)
- 1995–1997: Dr. Stefan Frank – Der Arzt, dem die Frauen vertrauen (Fernsehserie, 36 Folgen)
- 1997: Rosa Roth – Die Stimme (Fernsehreihe), Regie: Carlo Rola
- 1999: The Waiting Time (Fernsehfilm), Regie: Stuart Orme
- 2000: Doppelter Einsatz – Bruderherz (Fernsehserie), Regie: Uwe Frießner
- 2003: Tausche Firma gegen Haushalt (Fernsehfilm), Regie: Karen Müller
- 2003: Der Scheidungsopfermann (Fernsehfilm), Regie: Stefan Krohmer
- 2003: Touch of Love (Fernsehfilm), Regie: Michael Steinke
- 2004: Die Unvergessenen, Regie: David Dietl
- 2004: Ein starkes Team: Sicherheitsstufe 1 (Fernsehfilm)
- 2004: Ferienarzt in der Provence (Fernsehfilm), Regie: Karsten Wichniarz
- 2005: SOKO Leipzig – Made in China (Fernsehserie), Regie: Sebastian Vigg
- 2005: Crazy Partners (Fernsehfilm), Regie: Dominic Müller
- 2005: Montag kommen die Fenster, Regie: Ulrich Köhler – Internationale Filmfestspiele Berlin
- 2005: Das Traumschiff – Myanmar (Burma), Regie: Michael Steinke
- 2006: Eine Liebe am Gardasee (Fernsehserie), Regie: Karl Kases
- 2007: Aus Liebe und Leidenschaft (Fernsehfilm), Regie: Karl Kases
- 2007: Notruf Hafenkante – Auf der Flucht, Regie: Peter Welz
- 2008: Der Kriminalist (Fernsehserie) – Unter Freunden, Regie: Torsten C. Fischer
- 2008: Interim, Regie: Joseph Lippok
- 2009: Heimat zu verkaufen (Fernsehfilm), Regie: Karl Kases
- 2011: Nachtschicht – Ein Mord zu viel (Fernsehfilm), Regie: Lars Becker
- 2011: Tatort – Der Weg ins Paradies
- 2012: Amatores Meae Matris (Kurzfilm), Regie: Jakob Krueger
- 2012: Der deutsche Freund, Regie: Jeanine Meerapfel
- 2013: Paare, Regie: Johannes Buchholz
- 2015: Verfehlung, Regie: Gerd Schneider
- 2015: Dr. Klein (Fernsehserie) – Folge Familienbande, Regie: Käthe Niemeyer
- 2016: Die Spezialisten – Im Namen der Opfer (Fernsehserie, Folge 4: Miss Mai 1988) Regie: Nicolai Rohde
- 2018: Liebesfilm, Regie: Robert Bohrer
- 2019: SOKO Leipzig – Tief im Herzen/Verzockt (Fernsehserie), Regie: Oren Schmuckler
- 2019: Lindenstraße (Fernsehserie), Regie: Verena S. Freytag

## Hörspiele
- 1965: Georges Simenon: Die Glocken von Bicêtre (Assistenzarzt) – Bearbeitung und Regie: Gert Westphal (Kriminalhörspiel – SWF)

## Theater (Auswahl)
- 1966–1968: Staatstheater Braunschweig
- 1968–1970: Stadttheater Bielefeld
- 1970–1971: Münchner Kammerspiele
- 1971: Theater in der Josefstadt Wien
- 1972–1976: Bayerisches Staatsschauspiel München
- 1980: Salzburger Festspiele
- 1980–1982: Schiller Theater Berlin
- 1983–1984: Bayerisches Staatsschauspiel München
- 1984: Theater am Kurfürstendamm Berlin
- 1986: Renaissancetheater Berlin
- 2001: stükke Theater Berlin
- 2010: Komödie Düsseldorf

## Auszeichnungen
- 1974: AZ Stern (Bester Schauspieler für Mercutio in Romeo und Julia)
- 1974: TZ Rose (Bester Schauspieler für Mercutio in Romeo und Julia und für Warwick in Die Heilige Johanna)
- 1975: Bester Nachwuchsdarsteller des Jahres (Zeitschrift Theater Heute)
- 1981: Produktionsförderung des Kuratorium junger deutscher Film für das Filmvorhaben Du schaffst es Süße
- 1987: Emmy Award Nomination (für die Rolle des Wagner in Flucht aus Sobibor)
- 1995: Drehbuchförderung des Bundesministerium des Innern für das Drehbuch Outlaws
- 2008: Drehbuchförderung des Film-Fernseh-Fonds Bayern für das Drehbuch Webers Nacht